# Njoallumrivier
Njoallumrivier (Samisch:Njuoallumjohka) is een rivier annex beek, die stroomt in de Zweedse  gemeente Kiruna. Het riviertje verzorgt de afwatering van het Njoallummeer. Ze stroomt naar het zuiden en lvert haar water na circa 5 kilometer af aan het Njuohčammeer stroomt.
Afwatering: Njoallumrivier → Njuohčamrivier → West Suorri → Rautasrivier → Torne → Botnische Golf